# Tour vertical
Pour les articles homonymes, voir tour.
La construction du tour vertical est faite pour pallier les inconvénients des pièces lourdes et très encombrantes ne pouvant être usinées sur un tour frontal. Il est conçu pour assurer un grand rendement,,,,.

## Construction
- Plateau : l’axe de rotation du plateau support de pièce est vertical. Le plateau est en fonte avec des rainures (en T) qui permettent le bridages des pièces. Le diamètre est la caractéristique de celui-ci et peut varier de 0,80 à 20 mètres. Il repose sur un bâti par une ou plusieurs couronnes (faces plates ou en V) permettant de diminuer la pression de contact et assurer une bonne lubrification.
- Le guidage en rotation est assuré par un arbre vertical solidaire du bâti et l’entraînement est assuré par un pignon qui engraine sur la couronne dentée du plateau (pas d’effort de torsion sur la broche).
- Selon la dimension du tour, celui-ci peut avoir une ou deux colonnes. Celles-ci supportent plusieurs chariots coulissent sur des glissières, ils sont équipés de tourelles porte-outils du type « tourelle revolver ». Tous ces chariots ont des systèmes d’avance automatique (avance rapide pour amener l’outil près de la surface à usiner).

## Emploi

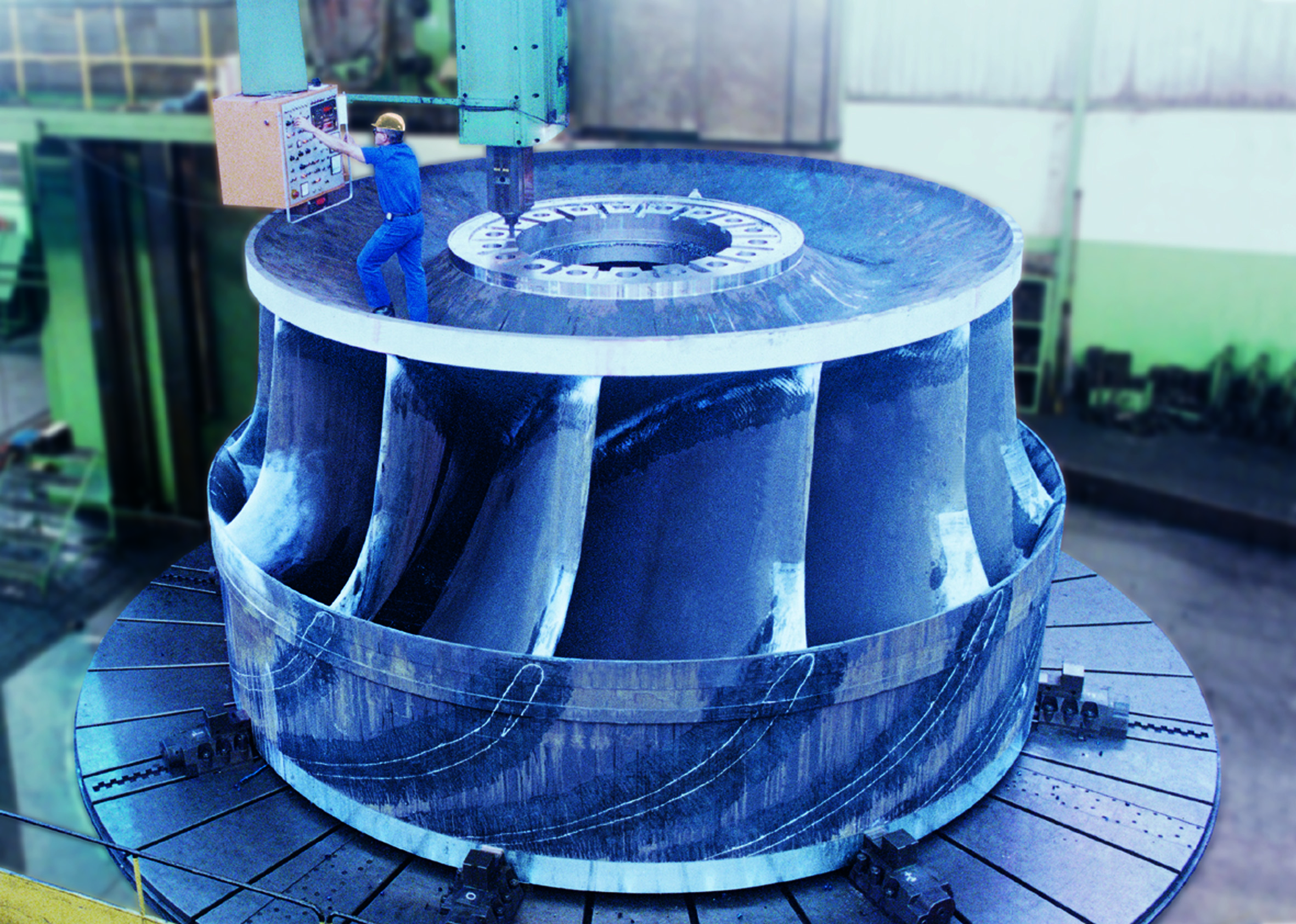
Tour vertical (usinage d’une turbine hydraulique)

Machine employée pour l’usinage de très grandes pièces. Afin de limiter les montages et démontages, le tournage peut être couplé avec des phases de perçage, fraisage, alésage, filetage, pointage, etc.

## Tours verticaux spéciaux
Il existe des tours verticaux à broches multiples qui permettent d’usiner simultanément plusieurs pièces identiques avec une opération par poste. Un des postes est réservé au montage de la pièce brute et au démontage de la pièce usinée. Ces machines sont surtout utilisées dans l’industrie automobile et font partie du type machine de transfert.